# Spatangus raschii
Spatangus raschii är en sjöborreart som beskrevs av Loven 1869. Spatangus raschii ingår i släktet Spatangus och familjen sjömöss. Inga underarter finns listade i Catalogue of Life.